# 1998 YT8
1998 YT8 är en asteroid i huvudbältet som upptäcktes den 17 december 1998 av Beijing Schmidt CCD Asteroid Program vid Xinglong-observatoriet.
Asteroiden har en diameter på ungefär 6 kilometer och den tillhör asteroidgruppen Koronis.